# Hyun Jeong-eun
Hyun Jeong-eun är en sydkoreansk affärskvinna som sedan 2003 är styrelseordförande för industrijätten Hyundai. Hyun har gjort sig känd för att verka för ett närmande mellan Nord- och Sydkorea, och under hennes ledning har Hyundai blivit den största enskilda utländska investeraren i Nordkorea.
Hyun var hemmafru när hennes make, Hyundais tidigare ordförande Chung Mong-hun gick bort 2003. Enligt rykten tog han livet av sig efter korruptionsanklagelser. Hon har studerat vid amerikanska Fairleigh Dickinson-universitetet i New Jersey och vid det privata kvinnouniversitetet Ewha i Seoul.